# Ґронди-Шляхецькі
Ґронди-Шляхецькі (пол. Grądy Szlacheckie) — село в Польщі, у гміні Длуґосьодло Вишковського повіту Мазовецького воєводства.
Населення — 137 осіб (2011).
У 1975-1998 роках село належало до Остроленцького воєводства.

## Демографія
Демографічна структура станом на 31 березня 2011 року:
|          | Загалом | Допрацездатний вік | Працездатний вік | Постпрацездатний вік |
| -------- | ------- | ------------------ | ---------------- | -------------------- |
| Чоловіки | 72      | 19                 | 47               | 6                    |
| Жінки    | 65      | 14                 | 38               | 13                   |
| Разом    | 137     | 33                 | 85               | 19                   |